# 6345 Hideo
6345 Hideo eller 1994 AX1 är en asteroid i huvudbältet som upptäcktes den 5 januari 1994 av de båda japanska astronomerna Kazuro Watanabe och Kin Endate vid Kitami-observatoriet. Den är uppkallad efter den japanska astronomen Hideo Fukushima.
Asteroiden har en diameter på ungefär 19 kilometer.